# Calystegia malacophylla
Calystegia malacophylla är en vindeväxtart som först beskrevs av Edward Lee Greene, och fick sitt nu gällande namn av Philip Alexander Munz. Calystegia malacophylla ingår i släktet snårvindor, och familjen vindeväxter.

## Underarter
Arten delas in i följande underarter:
- C. m. malacophylla
- C. m. pedicellata
- C. m. berryi